# キャッスル作戦

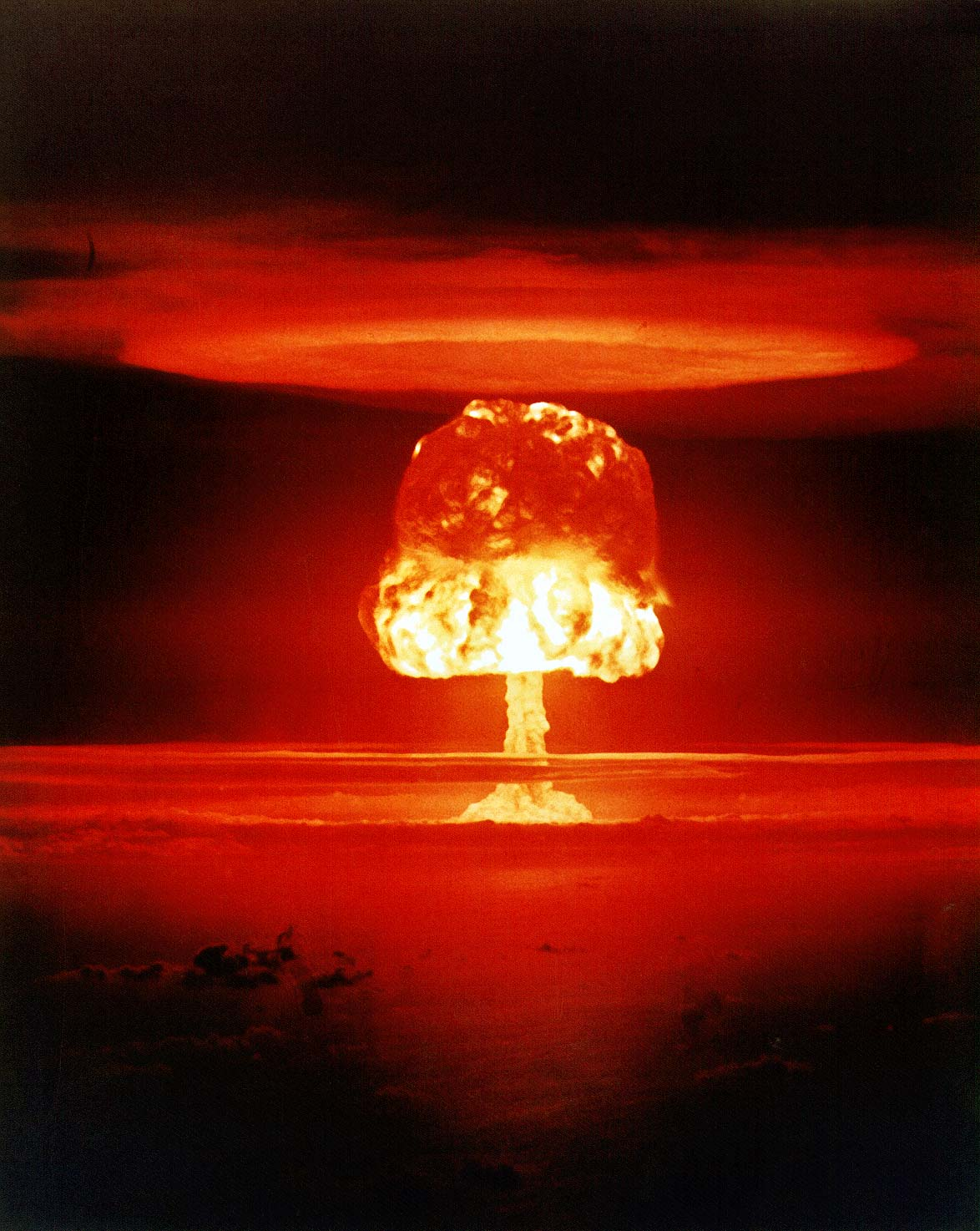
キャッスル作戦・ロメオ実験のキノコ雲

キャッスル作戦（キャッスルさくせん、Operation Castle）は、アメリカ国防総省とアメリカ原子力委員会が合同で、1954年にビキニ環礁、エニウェトク環礁の二つの環礁で行なった、一連の核実験。合計で6回の実験が行われ、特に3月1日に行なわれたブラボー実験が有名。本実験はアップショット・ノットホール作戦に続いて実施されたもので、本作戦に引き続いてはティーポット作戦が実施されている。

## 概要
アメリカ合衆国が行なった核実験のうち、1952年のエニウェトク環礁におけるアイビー作戦に続くものである。アイビー作戦のマイク実験において、人類史上初の水素爆弾（水爆）の爆発実験が行なわれたが、この実験で使われた水爆は湿式水爆と呼ばれ、極低温で液化した重水素と三重水素を使用したため、大規模な付属機器のために質量が73.8トンにも及び、実用兵器には程遠いものだった。
ところが、翌1953年にソビエト連邦が、重水素や三重水素をリチウムと化合させて固化することで大幅に小型軽量化した乾式水爆RDS-6の実験に成功（ただし現実には原子爆弾にわずかな熱核反応をプラスした「強化原爆」と言うべきものであったことが判明している）し、アメリカも対抗上、重水素化リチウムを用いて小型軽量化した乾式水爆の開発を迫られ、テラー・ウラム型が開発され、その成果を試すため、キャッスル作戦が行なわれた。
実験の結果、第五福竜丸等の船舶が被曝し、広範な範囲が放射性物質で汚染された。高知新聞社は2004年夏、「灰滅の海から」と題した連載記事を掲載し、第五福竜丸以外にも、多数の日本船舶がキャッスル作戦の被害を受けたと報じている。
　

## 実験内容
行なわれた実験は以下の通り。
| 実験名   | 日時          | 核出力(計画) | 核出力(実際) | 場所             | 備考           |
| -------- | ------------- | ------------ | ------------ | ---------------- | -------------- |
| ブラボー | 1954年3月1日  | 6 Mt         | 15 Mt        | ビキニ環礁       | 第五福竜丸事件 |
| ロメオ   | 1954年3月27日 | 4 Mt         | 11 Mt        | ビキニ環礁       |                |
| クーン   | 1954年4月7日  | 1 Mt         | 110 kt       | ビキニ環礁       | 失敗           |
| ユニオン | 1954年4月26日 | 3~4 Mt       | 6.9 Mt       | ビキニ環礁       |                |
| ヤンキー | 1954年5月5日  | 8 Mt         | 13.5 Mt      | ビキニ環礁       |                |
| ネクター | 1954年5月14日 | 1.8 Mt       | 1.69 Mt      | エニウェトク環礁 |                |

この実験で、アメリカは水爆の小型化には成功したが、まだ爆撃機に搭載するまでには至らず、1956年になってB-52戦略爆撃機からの水爆投下実験『レッドウィング作戦』(チェロキー)に成功している。